# Brouwerij Wante
Brouwerij Wante (later Brouwerij Le Caducée) is een voormalige brouwerij gelegen aan de Baron Ruzettelaan te Assebroek. Deze was actief van 1857 tot 1956.

## Geschiedenis
Brouwerij Wante werd door Jacques Wante (1826-1911) opgericht in 1857. Deze was gelegen in de Steenbrugse Wandeling, nu de  Baron Ruzettelaan. Na hem leidde zijn zoon, Jacques Wante junior de brouwerij. Deze was in 1898 getrouwd met Antoinette Floor, dochter van de brouwers Joseph Floor en Hortense-Rosalie de Meulemeester, van de Brouwerij De Roos in Brugge en verwant met de brouwers De Meulemeester van Brouwerij De Arend. In 1902 kregen ze een zoon die opnieuw de voornaam Jacques kreeg. De brouwerij Wante bleef tot in de jaren 1950 actief onder de naam Le Caducée. De blauwe bestelkarren, getrokken door twee kleine paarden, waren een vertrouwd beeld in het Brugse.